# مخدوم محب الله فرقانی
مخدوم محب الله فرقانی (زاده ۱۳۳۳ ولسوالی دره صوف ولایت سمنگان) سیاستمدار افغانستان و نماینده مردم ولایت سمنگان در دوره شانزدهم مجلس نمایندگان است. وی در مجلس شانزدهم نمایندگان افغانستان عضو کمیسیون عرایض و سمع شکایات می‌باشد.

## زندگی‌نامه
مخدوم محب الله فرقانی زاده ۱۳۳۳ از ولسوالی دره صوف ولایت سمنگان می‌باشد. ایشان تحصیلات دینی خود را در مزار شریف و سمنگان به پایان رسانید و مدرک ۱۴ پاس را در سال ۱۳۸۴ کسب کرد.

## دیگر فعالیت‌ها
دیگر فعالیت‌های ایشان:
- حضور در جبهه جنگ.
- ولسوال دره صوف.